# Stictoponera taivanensis
Stictoponera taivanensis (лат.) — вид примитивных тропических муравьёв рода Stictoponera из подсемейства Ectatomminae (ранее в составе Gnamptogenys).

## Распространение
Встречаются в Юго-Восточной Азии: Тайвань.

## Описание
Длина тела около 4 мм. От близких видов Gnamptogenys coccina и Gnamptogenys quadrutinodules отличается среднеразмерными глазами (с 7 омматидиями в максимальном диаметре, а не 5) и поперечной бороздчатостью (а не сетчатостью). Пронотум дорзально без плечевых зубчиков. Стебелёк между грудкой и брюшком состоит из одного узловидного членика (петиоль). Голову и всё тело покрывают глубокие бороздки. Усики 12-члениковые. Глаза среднего размера, выпуклые. Челюсти субтреугольные. Вид был впервые описан в 1929 году американским мирмекологом Уильямом Мортоном Уилером (Wheeler W. M.; 1865—1937) под первоначальным названием Stictoponera taivanensis Wheeler, W.M. 1929 по материалам из Тайваня.
В 2022 году род Gnamptogenys был разделён на несколько (Alfaria + Gnamptogenys + Holcoponera + Poneracantha + Stictoponera) и данный вид перенесён в состав рода Stictoponera.